# Glaucocharis chrysochyta
Glaucocharis chrysochyta là một loài bướm đêm thuộc họ Crambidae. Nó được tìm thấy ở New Zealand.